# Ron Curry
Ronald Jay Curry (* 7. Februar 1970 in Bloomington (Illinois); † 2. Oktober 2018) war ein US-amerikanischer Basketballspieler.

## Leben
Curry spielte als Jugendlicher für die Schulmannschaft der Bloomington High School in seiner Geburtsstadt. 1988 wechselte der 2,03 Meter große Flügel- und Innenspieler an die University of Arizona. 1989 folgte er Arizonas Assistenztrainer Kevin O’Neill an die Marquette University, an der dieser das Amt des Cheftrainers antrat. Curry durfte wegen der NCAA-Wechselbestimmungen in der Saison 1989/90 nicht am Wettkampfgeschehen teilnehmen. Zwischen 1990 und 1993 kam er für Marquette auf 1040 Punkte (14,4 je Begegnung).
Der US-Amerikaner begann seine Laufbahn als Berufsbasketballspieler bei ASVEL Lyon-Villeurbanne in Frankreich, für die Mannschaft spielte er von 1993 bis 1995. In der Saison 1993/94 erzielte Curry für die Mannschaft in 27 Ligaeinsätzen im Schnitt 21,7 Punkte je Begegnung, 1994/95 dann 18,7. Im Herbst 1995 stand Curry kurz bei ASVELs Ligakonkurrent Cholet Basket unter Vertrag. In der Saison 1996/97 bestritt er in der US-Liga CBA zwei Einsätze für die Mannschaft Rockford Lightning, im November 1996 wurde er vom französischen Verein Straßburg IG verpflichtet. In 13 Einsätzen für Straßburg erreichte er einen Mittelwert von 18,2 Punkte je Begegnung.
Im Spieljahr 1997/98 bestritt Curry 17 Einsätze für den israelischen Erstligisten Galil Elion (16,8 Punkte/Spiel). Beim spanischen Erstligisten Lobos Caja Cantabria stand Curry von Oktober bis Dezember 1998 unter Vertrag. In dieser Zeit kam er in neun Spielen der Liga ACB auf einen Mittelwert von 10,9 Punkten. Zu Beginn der Saison 1999/2000 verstärkte er die Boca Juniors (Argentinien) in zwei Begegnungen, im September 1999 kam es zur Trennung. Im November desselben Jahres nahm er ein Angebot des israelischen Erstligisten Bnei Herzlia an. Für die Mannschaft bestritt er 15 Einsätze (11,5 Punkte/Spiel).
Nach dem Ende seiner Spielerlaufbahn war Curry im US-Bundesstaat Arizona im Verkauf für ein Unternehmen, das Medizinbedarf vertrieb, beruflich tätig. Curry war Vater von vier Töchtern.